# Vaincre les maladies lysosomales
 (juillet 2012).
Si vous disposez d'ouvrages ou d'articles de référence ou si vous connaissez des sites web de qualité traitant du thème abordé ici, merci de compléter l'article en donnant les références utiles à sa vérifiabilité et en les liant à la section « Notes et références ».
L’association Vaincre les Maladies Lysosomales (VML) est une association française de patients confrontés aux maladies lysosomales, maladies génétiques rares.

## Objet
Association loi de 1901, elle a été créée le 16 mai 1990 par des parents d’enfants malades qui ont souhaité se regrouper pour faire avancer ensemble le combat social et scientifique. VML est reconnue d'utilité publique par décret du 6 décembre 2006. 
l'association est reconnue depuis 2010 par le label IDEAS[source insuffisante], et depuis 2014 par celui du Don en Confiance du Comité de la Charte[source insuffisante].
VML est membre fondateur de l'Alliance Maladies Rares[réf. souhaitée] et partenaire de plusieurs associations internationales: IMPSN (International Mucopolysaccharidose Network)[réf. souhaitée], INPDA (International Niemann-Pick)[réf. souhaitée], ou encore EURORDIS (en)[réf. souhaitée].